# Stayin’ Alive
Stayin’ Alive ist ein Disco-Song der Bee Gees. Das Stück wurde am 13. Dezember 1977 als Single aus dem Soundtrack zum Film Saturday Night Fever veröffentlicht und avancierte zum Nummer-eins-Hit.

## Geschichte
Stayin’ Alive wurde von den Gibb-Brüdern geschrieben und 1977 im Château d’Hérouville,
Hérouville-en-Vexin, Frankreich mit den Produzenten Albhy Galuten und Karl Richardson aufgenommen. Da der Schlagzeuger der Gruppe, Dennis Byron, wegen des Todes seines Vaters nicht zur Verfügung stand, wurden zwei Takte des bereits aufgenommenen Liedes Night Fever hintereinander auf einem Band aufgenommen („geloopt“) und für Stayin’ Alive verwendet. Als Schlagzeuger gab man „Bernard Lupé“ an (eine „französische“ Anspielung auf den Session-Drummer Bernard Purdie). Durch seine außergewöhnliche Fähigkeit, das Tempo zu halten, wurde Bernard Lupé zu einem gesuchten Schlagzeuger, bis bekannt wurde, dass es ihn gar nicht gab.

## Musikvideo
In dem Musikvideo sieht man die drei Bee Gees u. a. auf der Treppe und in den Fenstern eines abbruchreifen Hauses sowie in einem alten Eisenbahnwaggon. Beim Song Stayin’ Alive geht es um das Überleben in den Straßen von New York, inspiriert durch Nic Cohns Taschenbuch Tribal Rites of the Saturday Night, das die Vorlage für den Filmklassiker Saturday Night Fever ist. Dieses legendäre Video wurde in den MGM Studios in Culver City in Hollywood Kalifornien, in den Filmruinen von That’s Entertainment mit Fred Astaire aus dem Jahr 1974 gedreht, während die Bee Gees zur gleichen Zeit den Beatles-Film Sgt. Pepper’s Lonely Hearts Club Band 1978 auf dem Gelände drehten.

## Nutzung zur medizinischen Ausbildung
Stayin’ Alive entspricht mit 103 BPM (Schläge pro Minute) der empfohlenen Taktfrequenz für die Herzdruckmassage und ist wegen seiner Bekanntheit und des passenden Titels gut als Merkhilfe geeignet. 2011 erschien ein Aktionsvideo der American Heart Association, in dem der Arzt Ken Jeong im Kostüm von John Travolta auftritt.

### Rezensionen
Es wurde vom Musikmagazin Rolling Stone auf Platz 191 der 500 besten Songs aller Zeiten gesetzt.

## Kommerzieller Erfolg

### Chartplatzierungen
| ChartsChartplatzierungen       | Höchstplatzierung | Wochen/ Monate |
| ------------------------------ | ----------------- | -------------- |
| Deutschland (GfK)              | 2 (30 Wo.)        | 30 Wo.         |
| Österreich (Ö3)                | 2 (6 Mt.)         | 6 Mt.          |
| Schweiz (IFPI)                 | 2 (21 Wo.)        | 21 Wo.         |
| Vereinigte Staaten (Billboard) | 1 (27 Wo.)        | 27 Wo.         |
| Vereinigtes Königreich (OCC)   | 4 (18 Wo.)        | 18 Wo.         |

| ChartsJahrescharts (1978)      | Platzierung |
| ------------------------------ | ----------- |
| Deutschland (GfK)              | 5           |
| Österreich (Ö3)                | 6           |
| Schweiz (IFPI)                 | 5           |
| Vereinigte Staaten (Billboard) | 4           |

### Auszeichnungen für Musikverkäufe
| Land/Region                  | Auszeichnungen für Musikverkäufe (Land/Region, Auszeichnung, Verkäufe) | Verkäufe  |
| ---------------------------- | ---------------------------------------------------------------------- | --------- |
| Brasilien (PMB)              | Gold                                                                   | 30.000    |
| Dänemark (IFPI)              | Platin                                                                 | 90.000    |
| Deutschland (BVMI)           | Platin                                                                 | 600.000   |
| Frankreich (SNEP)            | Gold                                                                   | 500.000   |
| Griechenland (IFPI)          | Gold                                                                   | 10.000    |
| Italien (FIMI)               | 2× Platin                                                              | 200.000   |
| Kanada (MC)                  | Platin                                                                 | 100.000   |
| Neuseeland (RMNZ)            | 4× Platin                                                              | 120.000   |
| Spanien (Promusicae)         | 2× Platin                                                              | 120.000   |
| Vereinigte Staaten (RIAA)    | Platin                                                                 | 2.000.000 |
| Vereinigtes Königreich (BPI) | 3× Platin                                                              | 1.800.000 |
| Insgesamt                    | 3× Gold · 15× Platin ·                                                 | 5.620.000 |

Hauptartikel: Bee Gees/Auszeichnungen für Musikverkäufe